# Norman Zahm
Norman Zahm (* 27. August 1981 in Dresden) ist ein ehemaliger deutscher Kanute.
Er erreichte bei den Weltmeisterschaften 2007 in Duisburg im Vierer-Kajak über 500 m den sechsten Platz. 2008 verpasste er im Zweier-Kajak über 1000 m mit Marcus Groß erst im Stechen gegen Andreas Ihle und Martin Hollstein die Teilnahme an den Olympischen Spielen in Peking. Bei den Europameisterschaften 2009 in Brandenburg an der Havel gewann er im Zweier-Kajak über 1000 m mit Sebastian Lindner die Bronzemedaille. Bei den Weltmeisterschaften 2009 in Dartmouth (Kanada) schied das Duo im Halbfinale aus. 2012 war ein Dopingtest von ihm positiv auf Clenbuterol und er wurde für zwei Jahre gesperrt.